# Crăcăoani
Crăcăoani (magyarul: Krakován) település Romániában, Moldvában, Neamț megyében.

## Fekvése
A DN 15C út mellett, a Crăcău patak mellett, Dobreni után fekvő település.

## Leírása
A településen és környékén szétszórtan épült, jellegzetes moldvai stílusú házak találhatók, melyeket részben kőből és téglából és részben fából építettek. Festett külső falukat és homlokzatukat változatos minták díszítik.
A vidék híres szép népviseletéről is.